# Oeste (Gerbstedt)
Oeste ist ein Ortsteil der Ortschaft Freist, die zur Stadt Gerbstedt im deutschen Bundesland Sachsen-Anhalt gehört.

## Geographie
Oeste liegt rund neun Kilometer östlich von Gerbstedt an der Landstraße 158 nach Friedeburg (Saale). Rund ein Kilometer westlich des heutigen Doppeldorfes Oeste/Zabitz liegt der Ortsteil Freist mit seiner markanten denkmalgeschützten Heilig-Kreuz-Kirche.
Seit der Eingemeindung des Ortes werden die Einwohnerzahlen nicht mehr ortsteilbezogen veröffentlicht. In Feist mit den Teilen Elben, Oeste und Zabitz wohnen zusammen 323 Einwohner (Stand 31. Dezember 2009).

## Geschichte
992 wurden der Ort erstmals unter dem Namen Osutiscie (Oeste) urkundlich erwähnt. König Otto III. übertrug Oeste, mit weiteren Dörfern an das Stift Quedlinburg mit der Maßgabe, die Erträge der 942 gegründeten Stiftskirche Walbeck zufließen zu lassen. In den 1920er Jahren wurden die beiden eng zusammenliegenden Gemeinden Oeste und Königswiek zur Gemeinde Oeste-Königswiek zusammengeschlossen. Die Gemeinde Oeste-Königswiek wurde am 1. Juli 1950 nach Freist eingemeindet.

## Öffentlicher Personenverkehr
Das wichtigste öffentliche Verkehrsmittel ist die Busverbindung durch die Südharzlinie 411 und 413, Gerbstedt–Friedeburg. Die nächsten Bahnhöfe mit Zugverkehr befinden sich in Hettstedt, Klostermansfeld (Bahnstrecke Berlin–Blankenheim), Sandersleben (Strecken Berlin–Blankenheim und Halle–Vienenburg) und Eisleben (Bahnstrecke Halle–Hann Münden).